# Velefarm Beograd
Velefarm Beograd (code BELEX : VLFR) est une holding serbe qui a son siège social à Belgrade, la capitale de la Serbie. Elle travaille dans le secteur de l'industrie pharmaceutique.

## Histoire
La société Velefarm a été créée le 4 avril 1979 ; après un important développement dans les années 1980 et au début des années 1990, elle a été privatisée en 1997 et est devenue une holding en 1998.
Velefarm Beograd a été admise au libre marché de la Bourse de Belgrade le 17 juin 2004 ; elle en a été exclue le 11 mai 2012. Une procédure de mise en faillite a été annoncée le 20 mars 2012 mais, le 13 juillet, l'assemblée des créditeurs de la société a voté pour la poursuite de ses activités. La procédure de mise en faillite a été engagée le 27 décembre. Un plan de restructuration a été proposé le 30 mai 2013

## Activités
La société Velefarm est une holding spécialisée dans le commerce en gros de produits pharmaceutiques. Parmi sa gamme de produits figurent des médicaments produits en Serbie ou à l'étranger, des produits auxiliaires pour la médecine (gaze, compresses, seringues etc.), des produits de parapharmacie (compléments alimentaires, cosmétiques, produits pour les nouveau-nés etc.), des produits d'aide au diagnostic (tests, appareils d'analyse etc.), des produits vétérinaires (vaccins etc.) et toutes sortes de matériels et d'équipements médicaux.
La société opère à travers sept filiales. Velefarm VFB et Velefarm Invest vendent des produits pharmaceutiques aux institutions de santé publique en Serbie, ; Velefarm Prolek vend des produits médicaux spécialisés, notamment des produits vétérinaires et Velefarm Finance assure la gestion financière du groupe Velefarm. Sanitarija Novi Sad distribue les produits pharmaceutiques dans la province de Voïvodine ; deux autres filiales opèrent en dehors de la Serbie : Baypharm Podgorica au Monténégro et Velefarm Banja Luka en Bosnie-Herzégovine.

## Données boursières
Le 11 mai 2012, lors de sa dernière cotation, l'action de Velefarm Beograd valait 300 RSD (2,68 EUR),. Elle a connu son cours le plus élevé, soit 10 990 RSD (98,32 EUR), le 22 mars 2007 et son cours le plus bas, soit 300 RSD (2,68 EUR), le 11 novembre 2011.
Le capital de Velefarm Beograd est détenu à hauteur de 89,27 % par des entités juridiques, dont 23,01 % par Farmaholding d.o.o. Beograd, 22,24 % par Inveholding d.o.o. et 19,65 % par le groupe Hemofarm.